# Agata Trzebuchowska
Agata Trzebuchowska (pronúncia polonesa: [aˈgata tʂɛbuˈxɔfska]) (Varsòvia, 12 d'abril de 1992) és una actriu, guionista, directora de cinema i periodista polonesa. El seu debut en la indústria cinematogràfica va ser com a actriu protagonista de la película Ida (2013) del director polonès Paweł Pawlikowski, per la qual va ser nominada i guanyadora de diversos premis.
Treballa com a periodista per la revista varsoviana Przekrój.
Trzebuchowska va ser descoberta per un amic del director Paweł Pawlikowski mentre llegia en un cafè. Malgrat no tenir experiència en actuació ni tenir interès en desenvolupar una carrera en aquest àmbit, Agata Trzebuchowska va acceptar reunir-se amb Pawlikowski ja que era admiradora de la seva anterior película My Summer Of Love.

## Filmografia
- 2019: Vacancy (directora, guionista)
- 2018: The Kindler and The Virgin in The Field Guide to Evil (ajudant de direcció)
- 2016: Heat (directora, guionista)
- 2013: Ida (actriu protagonista)

## Premis i nominacions
| Pel·lícula | Premi                                                                  | Categoria                                | Resultat  | Referències |
| ---------- | ---------------------------------------------------------------------- | ---------------------------------------- | --------- | ----------- |
| Ida        | 38è Festival de cinema polonès de Gdynia                               | Actriu revelació                         | Guanyador | [ 5 ]       |
| Ida        | 2n Festival d'actuació cinematogràfica de Varsòvia                     | Millor actriu                            | Nominat   |             |
| Ida        | 5è Festival de cinema europeu Les Arcs                                 | Millor actriu                            | Guanyador | [ 6 ]       |
| Ida        | 21è Festival Prowincjonalia                                            | Premi Jańcio Wodnik per la millor actriu | Guanyador |             |
| Ida        | 16a edició dels Premis de l'Acadèmia Polonesa de Cinema                | Descobriment de l'any                    | Nominat   |             |
| Ida        | 9è Premi Promesa de la Cultura TVP Kultura                             | Millor duo d'actrius                     | Nominat   | [ 7 ]       |
| Ida        | 5è Avvantura Film Forum Zadar                                          | Millor actriu                            | Guanyador |             |
| Ida        | 27a edició dels Premis del Cinema Europeu                              | Millor actriu                            | Nominat   |             |
| Ida        | 27a edició dels Premis de l'Associació de Crítics de Cinema de Chicago | Intèrpret més prometedor                 | Nominat   | [ 8 ]       |